# Sanoe Lake
Sànoe Lake (Kauai, Hawái; 19 de mayo de 1979) es una actriz estadounidense de ascendencia hawaiana, japonesa e inglesa.

## Biografía
Es conocida por protagonizar la película Blue Crush, pero también escribió un libro, Surfer Girl: A Guide to the Surfing Life. Su nombre "Sànoe" significa "niebla de las montañas". Lake apareció en Rolling, Half-Life, y Hunter's Moon. También apareció en el vídeo de Jam & Spoon, "Stella" (versión de 1999). Lake interpreta a Gina en Creature of Darkness, junto a Devon Sawa.